# Polypedates insularis
Espèce
Statut de conservation UICN

 EN B1ab(iii)+2ab(iii) : En danger
Polypedates insularis est une espèce d'amphibiens de la famille des Rhacophoridae.

## Répartition
Cette espèce est endémique de l'île de Grande Nicobar dans les îles Andaman-et-Nicobar en Inde. Elle se rencontre sur au moins trois zones séparées, en dessous de 500 m d'altitude,. 

## Publication originale
- Das, 1995 : A new species of tree frog (genus: Polypedates) from Great Nicobar, India (Rhacophoridae). Hamadryad, vol. 20, p. 13-20.